# Ernesto Halffter
Ernesto Halffter Escriche (Madrid, 16 de enero de 1905-Madrid, 5 de julio de 1989) fue un músico español, considerado el único discípulo de Manuel de Falla. 

## Biografía
De talento muy precoz, Ernesto Halffter compuso a los quince años su primera obra de consideración, tres obras líricas para piano tituladas conjuntamente como Crepúsculos. Esta obra se estrenaría en 1922. Para su Marche joyeuse consiguió que Salvador Dalí hiciera la ilustración de la portada.
El año 1923 es muy importante en el desarrollo posterior de la carrera de este eminente músico, puesto que conoce a Manuel de Falla, ya entonces totalmente consagrado, y le enseña su música. Gratamente impresionado por Halffter, Falla lo acepta como discípulo. La relación entre maestro y discípulo fue muy intensa, hasta el punto de que en 1924, cuando Halffter contaba sólo con 19 años, Falla le confió la dirección de la Orquesta Bética de Cámara de Sevilla, de la que será director hasta 1936, cuando empieza la guerra civil española y la orquesta se disuelva.
En 1925 su obra Sinfonietta para orquesta le hace ganar el Premio Nacional de Música de España, galardón que volvería a obtener en 1984. Halffter viajará a París en donde continuará mejorando gracias a la influencia de Maurice Ravel.
Aunque normalmente este grupo suele circunscribirse a la literatura es posible incluir a Ernesto Halffter dentro de la generación del 27, de alguna de cuyas actividades participó. También se han utilizado en ocasiones las denominaciones de Grupo de los Ocho (que integraría, además de a Ernesto, a su hermano Rodolfo, Juan José Mantecón, Julián Bautista, Fernando Remacha, Rosa García Ascot, Salvador Bacarisse y Gustavo Pittaluga) o Generación de la República.
Es autor de numerosas obras para orquesta, así como para instrumentos solistas. Casado con la pianista portuguesa Alice Câmara Santos, mantuvo una especial curiosidad por la música popular de Portugal, donde residió por largos períodos (a lo que su sobrino Cristóbal, también compositor, se referiría como medio exilio). La más señera prueba de su lusofilia musical es su Rapsodia portuguesa para piano y orquesta, de 1938. Se le llegó a apelar Halffter el portugués en contraste con su hermano Rodolfo Halffter el mexicano. Compuso, además, ballets y numerosas bandas sonoras de películas, así como la llamada "Melodía Iberoamericana", utilizada por el Festival Internacional de la OTI como sintonía oficial.

## Atlántida: una tarea para una vida
A la muerte de Manuel de Falla en 1946, sus herederos proponen a Halffter acabar la cantata escénica que había dejado inacabada el compositor andaluz: Atlántida, inspirada en el poema de Jacinto Verdaguer, que Halffter estrenará en 1962, y revisará en 1976.
El trabajo sobre esta obra mantuvo a Halffter ocupado de forma casi obsesiva, desde 1954 hasta 1960, y, con posterioridad, hubo sucesivas revisiones antes de la versión definitiva y final, en 1976. El resultado ha sido objeto de múltiples controversias y gran polémica, no tanto por la calidad de la obra de Halffter, como por la posibilidad misma de dar finalización a una partitura sumamente fragmentaria y problemática.

Por otra parte, Ernesto atraviesa una crisis de crecimiento cuando se enfrenta a la tarea de finalizar Atlántida. Una decisión de nobleza y de entrega a su maestro que aún no se le ha reconocido, y con la cual hace, en mi opinión, un daño gravísimo a su propia producción, ya que aquel trabajo fue tan meticuloso que le impidió concentrarse en el propio e informarse del entorno estético. Cristóbal Halffter.

## Principales obras

### Música escénica
- Sonatina, ballet, 1928.
- Dulcinea, música incidental, 1944.
- El cojo enamorado, ballet, 1955.
- Fantasía galaica, ballet, 1956.
- Entr'acte, mimodrama, 1964.
- Otelo, música incidental, 1971.

### Música cinematográfica
- Carmen, 1925.
- Bambú, 1945.
- Don Quijote de la Mancha, 1948.
- El amor brujo, 1949.
- La princesa de Éboli, 1954.
- Viaje romántico a Granada, 1955.
- Historias de la radio, 1955.
- Los gallos de la madrugada, 1970.

### Música sinfónica
- Dos bocetos sinfónicos (Deux esquisses symphoniques), 1922-25.
- Sinfonietta en re mayor, 1925.
- Suite de la "Sonatina", 1928.
- Nocturno, 1928.
- Habanera, 1931.
- Amanecer en los jardines de España, 1937.
- Rapsodia portuguesa para piano y orquesta, 1937-1940.
- Suite de "Dulcinea", 1944.
- Concierto para guitarra y orquesta, 1969.

### Música coral y vocal
- Cinco canciones de Heine, una voz, piano, 1920.
- Dos canciones de Rafael Alberti, una voz, piano, 1923.
- Automne malade, para soprano y nueve instrumentos, 1927.
- Oraciones, para coro, 1935.
- Canciones portuguesas, una voz, piano, 1943.
- Canciones españolas, una voz, piano, 1945.
- Canticum in memoriam P.P. Johannem XXIII, para soprano, barítono, coro y orquesta, 1964.
- Elegía en memoria de S. A. S. Príncipe Pierre de Polignac , para coro y orquesta, 1966.
- Atlántida, completando la obra de Manuel de Falla, para coro, solistas y orquesta, 1954-1976.

### Música de cámara
- Homenajes, trío, cuerdas, 1922.
- Peacock Pie, guitarra, 1923.
- Sonatina-fantasía, cuarteto de cuerdas, 1923.
- Cuarteto de cuerda, 1923.
- Preludios románticos, para cuatro violines, 1924.
- Suite de las Doncellas, para instrumentos de viento, 1932.
- Fantasía española, para violonchelo y piano, 1953.
- Madrigal, para guitarra y violín, 1969.
- Pastorales, para flauta y clave, 1973.
- Tiento, para órgano, 1973.

### Música para piano
- El cuco, 1911.
- Crepúsculos. Tres piezas líricas, 1920-1921.
- Marche joyeuse, 1922.
- Sérénade a Dulcinée, 1944.
- Preludio y Danza, 1974.
- Homenaje a Joaquín Turina, 1988.
- Homenaje a Rodolfo Halffter, 1988.

## Escritos musicales
- El magisterio permanente de Manuel de Falla, Madrid, Real Academia de Bellas Artes de San Fernando, 1973.
- Falla en su centenario. Homenaje en el centenario de su nacimiento, Madrid, Ministerio de Educación y Ciencia, 1976.

## Premios
Medallas del Círculo de Escritores Cinematográficos
| Año  | Categoría    | Película | Resultado |
| ---- | ------------ | -------- | --------- |
| 1945 | Mejor música | Bambú    | Ganador   |